# Aleksandra Lisowska
Aleksandra Lisowska (12 de diciembre de 1990) es una deportista polaca que compite en atletismo. Ganó una medalla de oro en el Campeonato Europeo de Atletismo de 2022, en la prueba de maratón.

## Palmarés internacional
| Campeonato Europeo | Campeonato Europeo | Campeonato Europeo | Campeonato Europeo |
| Año                | Lugar              | Medalla            | Prueba             |
| ------------------ | ------------------ | ------------------ | ------------------ |
| 2022               | Múnich (Alemania)  | Medalla de oro     | Maratón            |